# Le Seure
Le Seure ist eine westfranzösische Gemeinde mit 275 Einwohnern (Stand: 1. Januar 2022) im Département Charente-Maritime in der Region Nouvelle-Aquitaine. Sie gehört zum Arrondissement Saintes und ist Mitglied im Gemeindeverband Saintes - Grandes Rives - L’Agglo. Die Einwohner werden Seurois und Seuroises genannt.

## Geografie

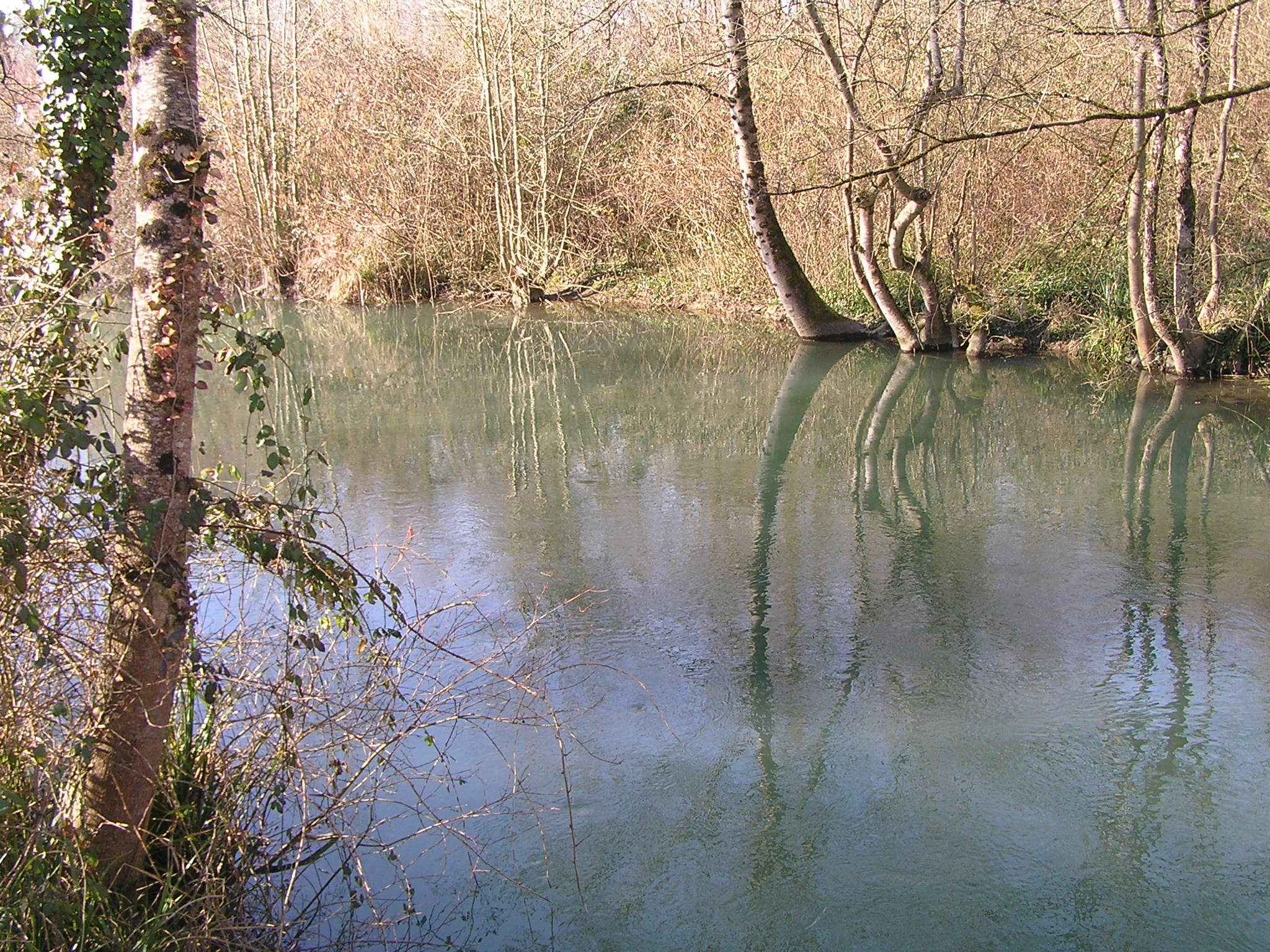
Die Antenne bei Le Seure

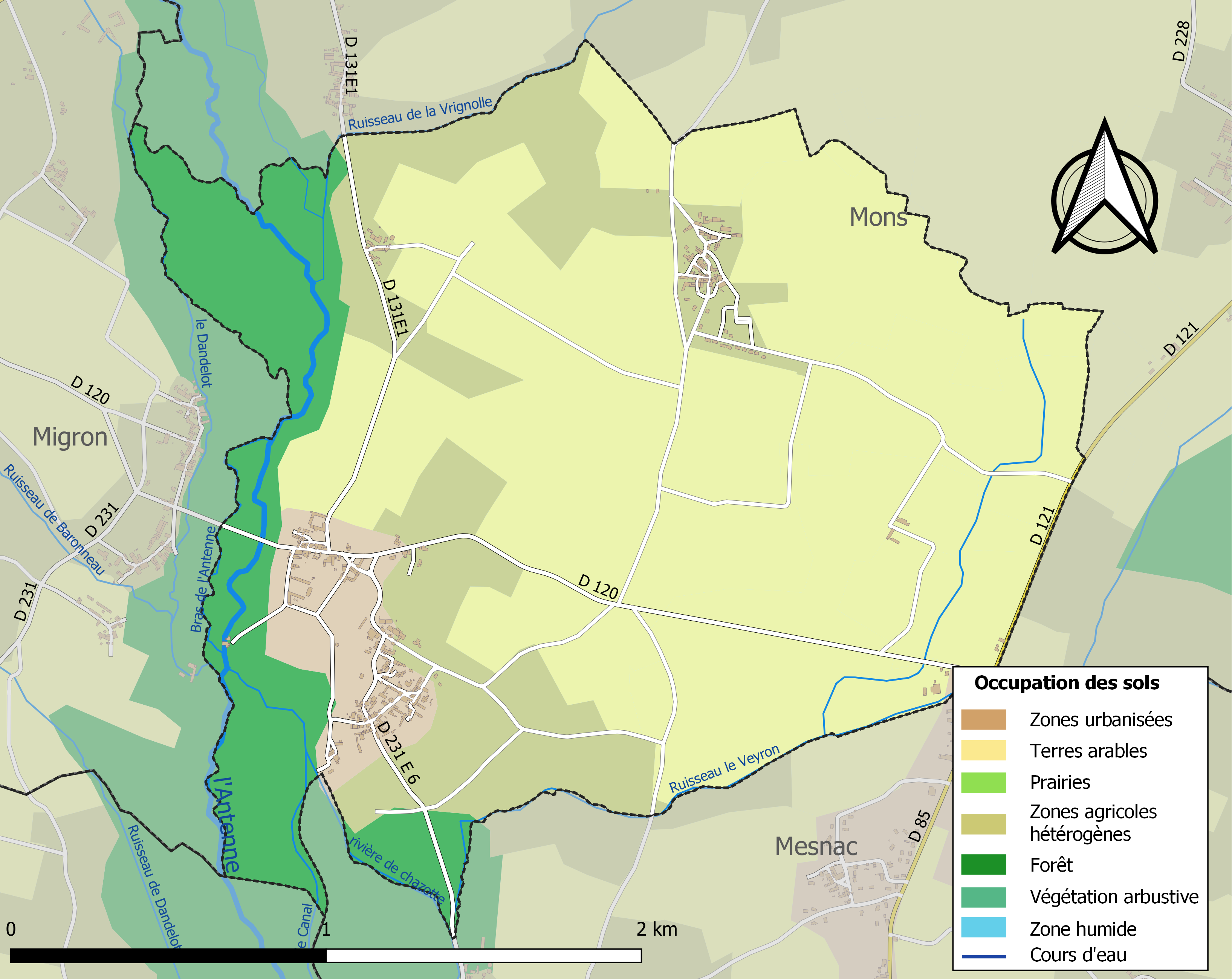
Bodennutzung, Hydrografie und Infrastruktur der Gemeinde (2018)

Le Seure liegt am westlichen Rand des Départements an der Grenze zum benachbarten Département Charente, etwa 22 Kilometer ostnordöstlich von Saintes und etwa elf Kilometer nordnordwestlich von Cognac. Die Gemeinde befindet sich im Einzugsgebiet der Charente. Sie wird von einem ihrer Nebenflüsse, der Antenne entwässert, an die sie im Westen begrenzt, sowie von der Rivière de Chazotte, die im Süden in die Antenne mündet und vom Ruisseau de la Vringolle, der abschnittsweise die nördliche Grenze bildet, bevor auch dieser in die Antenne mündet. Das Gebiet von Le Seure ist Teil des Natura 2000-Schutzgebiets „Vallée de l’Antenne“ (FR5400473) mit dem Fokus u. a. auf Fledermäusen und Neunaugen sowie Teil von zwei ZNIEFF-Naturgebieten ebenfalls entlang der Antenne. Etwa 80 % der Fläche der Gemeinde werden landwirtschaftlich genutzt, etwa 14 % sind bewaldet, insbesondere entlang der Antenne und ihrer Flussarme.
Umgeben wird Le Seure von den Nachbargemeinden Mons im Norden und Osten, Mesnac (Département Charente) im Süden, Val-de-Cognac (Département Charente) im Südwesten sowie Migron im Westen.

## Bevölkerungsentwicklung
| Jahr                       | 1962 | 1968 | 1975 | 1982 | 1990 | 1999 | 2006 | 2013 | 2020 |
| Einwohner                  | 231  | 239  | 215  | 203  | 207  | 214  | 240  | 249  | 260  |
| Quellen: Cassini und INSEE |      |      |      |      |      |      |      |      |      |

## Sehenswürdigkeiten
- Romanische Kirche Notre-Dame-de-l’Assomption aus dem 12. Jahrhundert, seit 1910 als Monument historique klassifiziert
- Wassermühle von La Vergnée

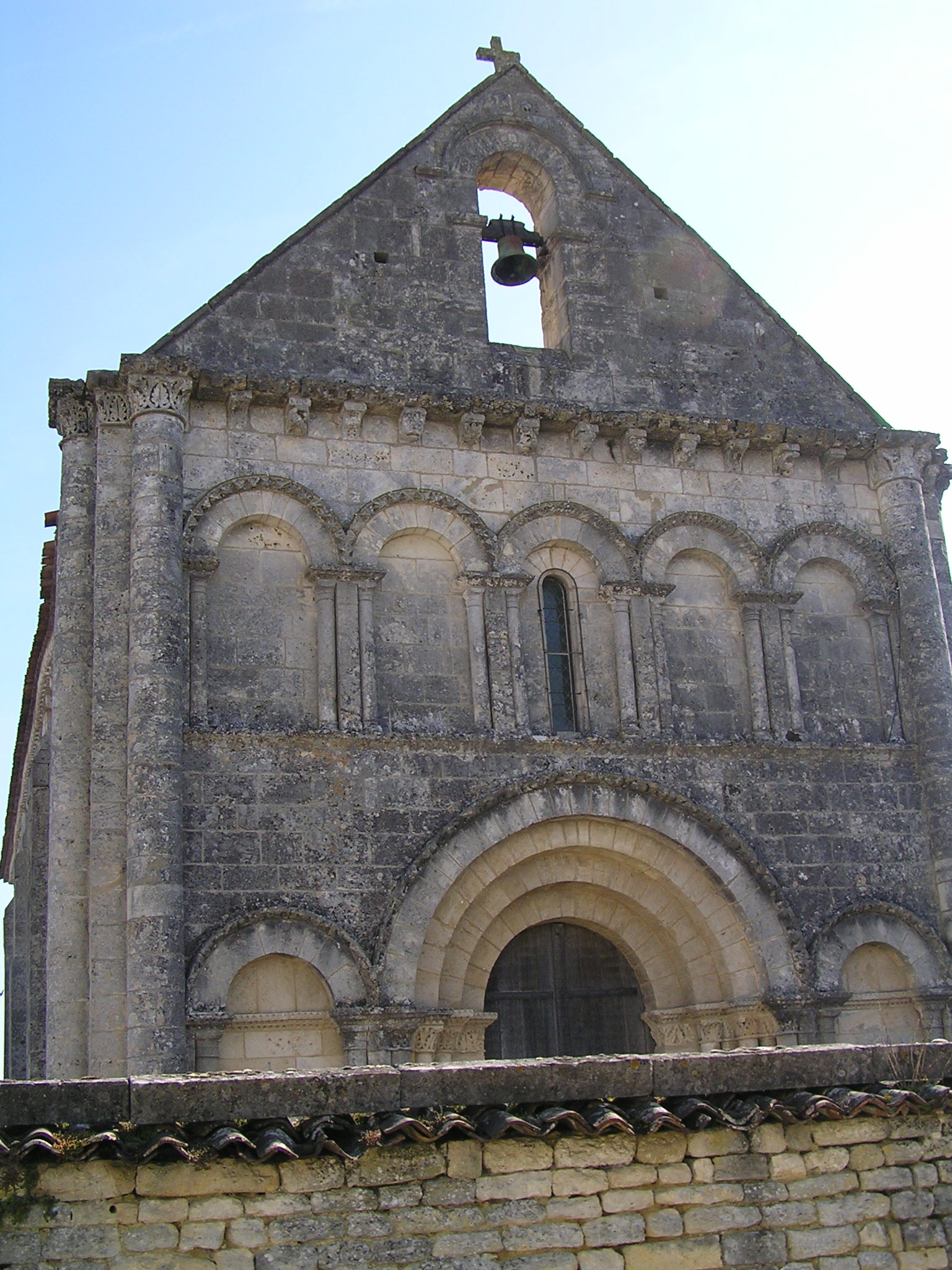
Kirche Notre-Dame-de-l’Assomption
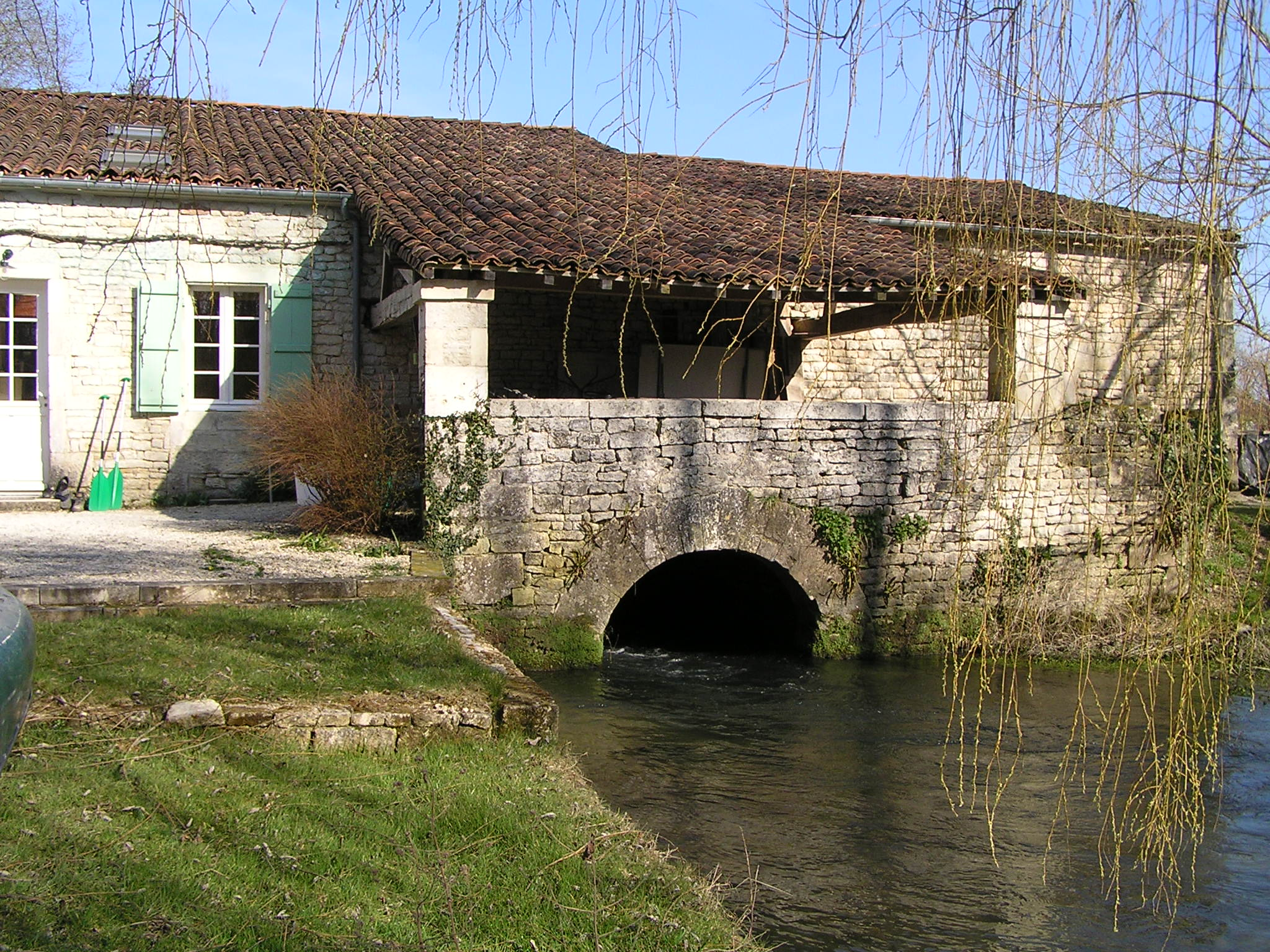
Mühle von La Vergnée